# Shebeen

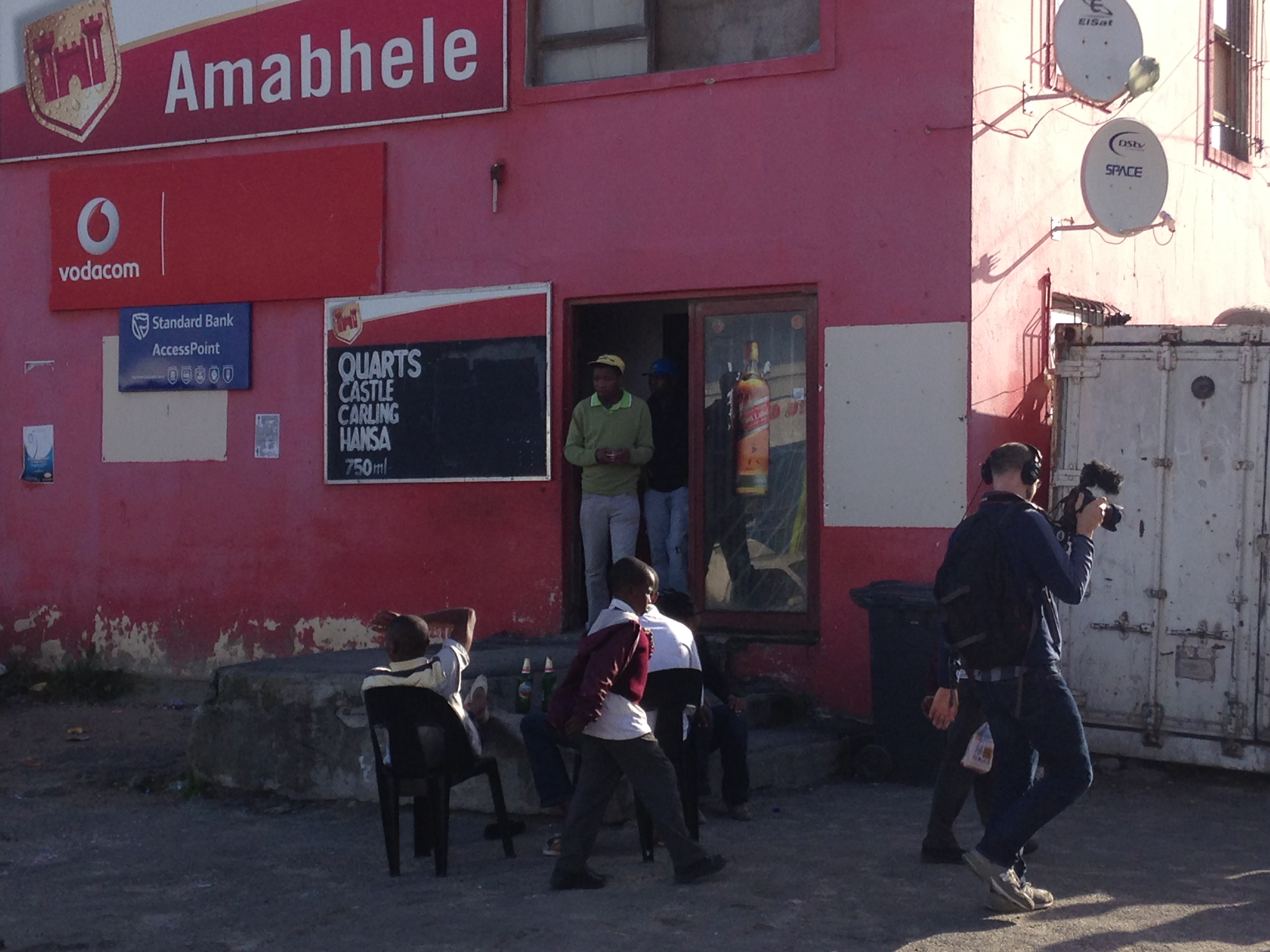
Un Shebeen nel Joe Slovo Park, Città del Capo

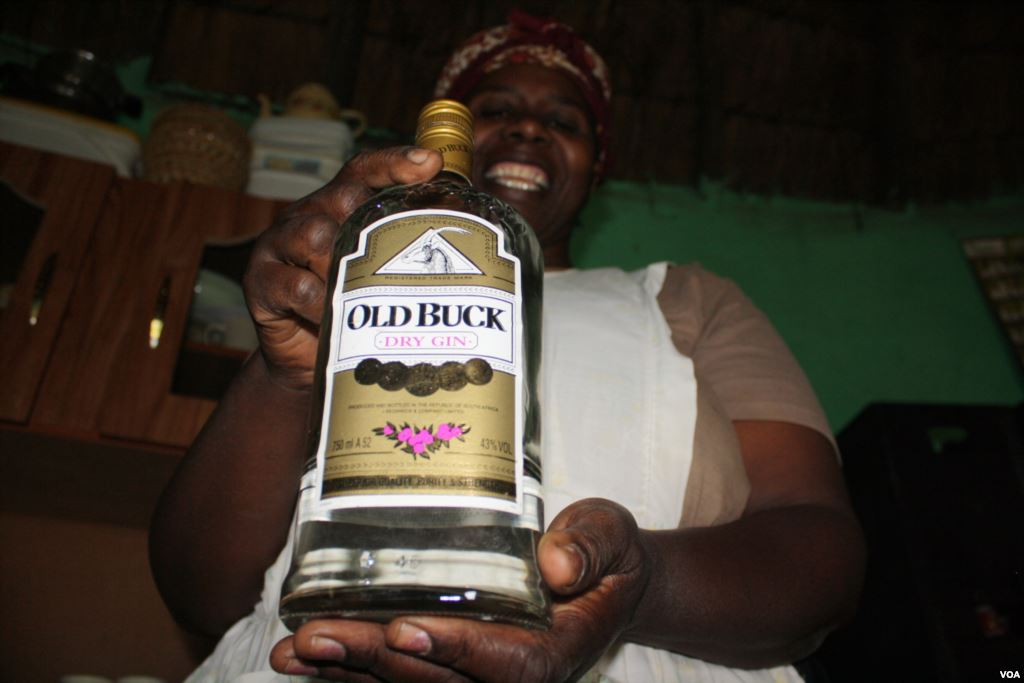
Il proprietario di uno shebeen sta per versare un bicchierino di gin a un cliente in una taverna di Bulungula

Un shebeen (Irlandese: síbín, "whisky fatto in casa") era originariamente un bar o club illegale dove venivano vendute bevande alcoliche accessibili senza licenza. Il termine si è diffuso molto lontano dalle sue origini in Irlanda, in Canada, Stati Uniti, Regno Unito, Zimbabwe, Caraibi anglofoni, Namibia, Malawi e Sudafrica. Nel moderno Sudafrica, molti shebeen sono ora completamente legali.

## Sudafrica
Originariamente gli shebeen erano gestiti illegalmente da donne chiamate Shebeen Queens ed erano esse stesse un revival della tradizione africana che assegnava alle donne il ruolo di produrre alcolici. Le Shebeen Queens vendevano birra casalinga e alcol distillato in casa e fornivano ai clienti un luogo dove incontrarsi e discutere questioni politiche e sociali. Spesso, avventori e proprietari venivano arrestati dalla polizia, anche se gli shebeen venivano spesso riaperti a causa della loro importanza nell'unificare la comunità e nel fornire un luogo sicuro per la discussione. Durante l'era dell'apartheid, gli shebeen divennero un luogo d'incontro cruciale per gli attivisti, alcuni attirando attivisti della classe operaia e membri della comunità, mentre altri attiravano avvocati, medici e musicisti.
Gli shebeen offrivano anche musica e danze, consentendo ai clienti di esprimersi culturalmente, il che contribuì a dare origine e a sostenere il genere musicale kwaito. Attualmente gli shebeen sono legali in Sudafrica e sono diventati parte integrante della cultura urbana sudafricana, servendo birre commerciali e umqombothi, una tradizionale Birra africana a base di mais e sorgo. Gli shebeen costituiscono ancora una parte importante della scena sociale odierna. Nel Sudafrica contemporaneo svolgono una funzione simile ai juke joint per gli afroamericani nelle zone rurali del profondo sud degli Stati Uniti. Rappresentano un senso di comunità, identità e appartenenza.
Oggi il mercato di riferimento della maggior parte delle bevande alcoliche è la ricca classe africana nera (in particolare maschile), la cui persona è percepita come istruita, legata al mercato del lavoro di fascia alta e un gradino più in alto nella scala sociale. Oltre ad attrarre i giovani sudafricani, la maggior parte degli shebeen sono di proprietà di uomini di colore. Gli shebeen si stanno riprendendo mentre i sudafricani cercano di aspirare a migliori condizioni economiche per preservare alcuni dei loro affari culturali ed economici.

## Stati Uniti
Negli Stati Uniti, la parola shebeen vide un uso generale da parte degli immigrati irlandesi che lavoravano nelle zone di antracite della Pennsylvania.

## Terranova
Come molte parole tradizionali irlandesi, shebeen è persistita a Terranova. Il Dictionary of Newfoundland English definisce shebeen, anche sheebeen e sheveen, come un "luogo senza licenza dove si vendono liquori illeciti". Nel 1880 la proliferazione degli shebeen era un tema scottante, che contrapponeva i sostenitori della temperanza a coloro che consideravano gli shebeen un divertimento innocuo.
Il 5 gennaio 1888 il Twillingate Sun riportò: "Un poliziotto entrò in uno shebeen e trovò un certo numero di persone che bevevano. Ne seguì il panico e ci fu una fuga generale. Il trasgressore, portato davanti al magistrato, dichiarò di aver semplicemente intrattenuto alcuni amici. Il giudice ha debitamente osservato che trovava uno strano modo di intrattenere gli amici, quando i detti amici cercavano di nascondere se stessi e le loro posate, all'avvicinarsi di un poliziotto".
Nell'aprile del 1898 il capo steward della SS Bruce si infuriò in risposta a un articolo del St. John's Evening Telegram in cui gli chiedeva se la sua nave fosse "uno shebeen galleggiante".